# Jordan Torunarigha
Jordan Torunarigha, né le 7 août 1997 à Chemnitz en Allemagne, est un footballeur international nigérian qui joue au poste de défenseur central au Hambourg SV.

## Carrière

### En club
En janvier 2022, Torunarigha est prêté à La Gantoise jusqu'à la fin de la saison sans option d'achat. Le 17 avril il remporte la Coupe de Belgique. Au terme de son prêt il rentre au Hertha. La Gantoise souhaite tout de même conserver Torunarigha, qui est alors transféré définitivement pour environ 4 millions d'euros en juillet 2022. Il signe un contrat jusqu'en 2025.

### En sélections nationales
Avec les moins de 20 ans, il participe à la Coupe du monde des moins de 20 ans en 2017. Lors de cette compétition, il joue trois matchs, contre le Mexique, le Vanuatu, et la Zambie. L'Allemagne atteint les huitièmes de finale du mondial.
Le 12 juin 2023 il annonce avoir choisi le Nigéria comme sélection nationale.

## Statistiques

### En club
| Saison                | Club                   | Championnat           | Championnat | Championnat | Championnat | Coupe(s) nationale(s) | Coupe(s) nationale(s) | Coupe(s) nationale(s) | Compétition(s) continentale(s) | Compétition(s) continentale(s) | Compétition(s) continentale(s) | Compétition(s) continentale(s) | Autres compétitions | Autres compétitions | Autres compétitions | Autres compétitions | Total | Total | Total |
| Saison                | Club                   | Division              | M.          | B.          | P.d.        | M.                    | B.                    | P.d.                  | Comp.                          | M.                             | B.                             | P.d.                           | Comp.               | M.                  | B.                  | P.d.                | M.    | B.    | P.d.  |
| 2016-2017             | Hertha BSC             | Bundesliga            | 8           | 1           | 0           | 0                     | 0                     | 0                     | -                              | -                              | -                              | -                              | -                   | -                   | -                   | -                   | 8     | 1     | 0     |
| 2017-2018             | Hertha BSC             | Bundesliga            | 12          | 1           | 0           | 0                     | 0                     | 0                     | C3                             | 3                              | 0                              | 0                              | -                   | -                   | -                   | -                   | 15    | 1     | 0     |
| 2018-2019             | Hertha BSC             | Bundesliga            | 14          | 2           | 2           | 2                     | 0                     | 0                     | -                              | -                              | -                              | -                              | -                   | -                   | -                   | -                   | 16    | 2     | 2     |
| 2019-2020             | Hertha BSC             | Bundesliga            | 18          | 1           | 0           | 3                     | 1                     | 0                     | -                              | -                              | -                              | -                              | -                   | -                   | -                   | -                   | 21    | 2     | 0     |
| 2020-2021             | Hertha BSC             | Bundesliga            | 14          | 0           | 2           | -                     | -                     | -                     | -                              | -                              | -                              | -                              | -                   | -                   | -                   | -                   | 14    | 0     | 2     |
| 2021-2022             | Hertha BSC             | Bundesliga            | 7           | 0           | 1           | 0                     | 0                     | 0                     | -                              | -                              | -                              | -                              | -                   | -                   | -                   | -                   | 7     | 0     | 1     |
| Sous-total            | Sous-total             | Sous-total            | 73          | 5           | 5           | 5                     | 1                     | 0                     | -                              | 3                              | 0                              | 0                              | -                   | -                   | -                   | -                   | 81    | 6     | 5     |
| 2021-2022             | KAA La Gantoise (prêt) | Division 1A           | 8           | 0           | 0           | 2                     | 0                     | 0                     | C4                             | 2                              | 0                              | 0                              | PO2                 | 3                   | 0                   | 0                   | 15    | 0     | 0     |
| 2022-2023             | KAA La Gantoise        | Division 1A           | 28          | 3           | 2           | 1                     | 0                     | 0                     | C3+C4                          | 2+8                            | 0+0                            | 0+0                            | PO2                 | 6                   | 0                   | 1                   | 45    | 3     | 3     |
| 2023-2024             | KAA La Gantoise        | Division 1A           | 24          | 1           | 2           | 1                     | 0                     | 0                     | C4                             | 10                             | 0                              | 0                              | PO2                 | 2                   | 0                   | 0                   | 37    | 1     | 2     |
| Sous-total            | Sous-total             | Sous-total            | 60          | 4           | 4           | 4                     | 0                     | 0                     | -                              | 22                             | 0                              | 0                              | -                   | 11                  | 0                   | 1                   | 97    | 4     | 5     |
| Total sur la carrière | Total sur la carrière  | Total sur la carrière | 133         | 9           | 9           | 9                     | 1                     | 0                     | -                              | 25                             | 0                              | 0                              | -                   | 11                  | 0                   | 1                   | 178   | 10    | 10    |